# Batalha de Arrapa
A Batalha de Arrapa foi um conflito militar que ocorreu em 616 a.C. entre as forças assírias e babilônias. O rei da Babilônia, Nabopolassar, teve sucesso em derrotar os assírios em Arrapa fazendo-os recuar até o Pequeno Zabe, capturando muitos prisioneiros, cavalos e carruagens assírios. No entanto, a própria cidade Arrapa nunca foi sitiada pelos babilônios, pois eles fizeram uma tentativa fracassada de capturar Assur, o centro religioso da Assíria. Embora Nabopolassar não tenha conquistado Assur forçando-o a recuar para Tikrit, os assírios não conseguiram capturar Tikrit e encerrar sua rebelião. Em outubro ou novembro de 615 a.C., os medos sob o rei Ciaxares se envolveram na guerra entre Babilônia e Assíria e a primeira coisa que fizeram foi conquistar Arrapa, que depois disso foi usada como base militar para o exército medo, e a região ao redor da cidade.